# Upeneus stenopsis
Upeneus stenopsis is een straalvinnige vissensoort uit de familie van de zeebarbelen (Mullidae). De wetenschappelijke naam van de soort is voor het eerst geldig gepubliceerd in 2012 door Uiblein & McGrouther.